# إنجاز المشاريع التكاملي
إنجاز المشاريع التكامُليّ (آي بي دي) (Integrated project delivery (IPD))، هو تحالفٌ تشاركيٌّ أو تضافرُ كلٍّ مِن الأشخاص، والأنظمة، وهيكلية العمل، والأنشط في مسار يستغل المواهب ويلقي الضوء على جميع الجهاتِ المُشارِك للتوصُلِ إلى أفضلِ نتائج للمشروع، ومِنها زيادةُ قيم المشروع بالنسب لمالكِ المشروع، تقليلُ المُخلفاتِ، ورفعُ كفاء المشروع خِلال جميع مراحلِهِ التصميمي، التصنيعي، والإنشائي.
وتِبعًا لهذهِ العمليّ، هناك ثماني مراحل مُتسلسلة لتنفيذِ المشروع بتكامُل:
- مرحلةُ تحديدِ الإطارِ المفاهيميّ أو النظري للتصميمِ ( جدولة مُتوسِعة)
- مرحلةُ التصميمِ المبدئي ضِمن معايير التصميمِ ( تصميم  تخطيطي متوسع)
- مرحلةُ التصمِيمِ التفصيليّ (تطويرُ التصميم)
- إعدادُ وثائقِ التنفيذ -أو ما يُعرفُ بوثائقِ العطاء-
- إعدادُ وثائقِ الترخيصِ والاعتمادِ مِن الجِهاتِ المُختصة.
- توفيرُ التمويلِ لِبِدءِ المشروع.
- مرحلةُ التنفيذِ الإنشائي.
- مرحلةُ إغلاقِ وثائقِ المشروع، وهي عند انتهاءِ تنفيذهِ بالكامل.

## خلفية
عانى قِطاعُ الإنشاءاتِ مِن انحِدار في الإنتاجي  منذُ سنة 1960، في حينِ أنّ جميع القِطاعاتِ غير الزراعية شهِدت ارتفاعًا هائِلًا في الإنتاجية. إنّ المشاكل التي يعاني منها قطاعُ الإنشاءاتِ المعاصرِ تتضمنُ كون بعضِ المشاريع، في طبيع الحال، متأخرةً زمنيًا عن خُططِ تنفيذها أو كونُها  تتعدى المِيزانِيّة المُخصصة لها وهو ما يُعبرُ عنهُ بمصطلح (فوق الميزانية) (بالإنجليزية:Over budget) هو مصطلحٌ في علمِ الإدارة وإدارة المشاريع الهندسي ويعبِرُ عن حاج المشروع للمزيدِ مِن التمويل، وبالتحديد كونهُ يحتاجُ أكثر مِن التمويلِ المُخططِ له مسبقًا-.
بالإضافة إلى العلاقاتِ المشحون بين المالكِ -أي مالكُ المشروع- والمُقاول الرئيسي والاستشاريُّ أو المصممُ من جهة أخرى.
باستخدامِ أفكار تم تطويرها من قِبلِ شركة تويوتا (Toyota)  وضِمن برنامجهم الإنتاجيّ التطويريّ وتِقنيّاتِ الحاسوبِ المُتطور (Toyota Production system and computer technology advances) عُمِل على ابتكارِ طريقة لتنفيذِ المشاريع بشكل يساعدُ في حلِّ بعضِ المشاكلِ الجوهري التي يُعانِيها القِطاع.
المحورُ الأهمُ الذي يستهدفه الآي بي دي هو القيمةُ الفعليةُ والنهائية التي تعُودُ على المالكِ من مشروعهِ المُنجز.  بدلًا مِن أن يُركِز كل طرف مشارك في المشروع حصريًا على جُزئية مُعينة في التنفيذِ دون الأخذِ بعينِ الاعتبارِ الآثار المنعكسة على سيرِ عملي التنفيذِ ككل، فإنّ الآي بي دي تربِطُ جميع الأطرافِ التنفيذي المُشارك مِن خلالِ حوافز أو أهداف تشاركية تسعى في النهاي إلى زياد القيم المرجُو من المشروع بالنِّسبة إلى المالك.
هذه العمليةُ التشاركيةُ تسمحُ بتحديدِ القراراتِ أو الأهداف في مراحل مُتقدِمة مِن المشروع، وهو الوقتُ الذي يُمكنُ فيهِ صُنعُ أفضلِ نتائج ممكنة. هذا الترابُط بين أطرافِ المشروع يستبعدُ كمًّا لا بأس بهِ من الطاقاتِ والنتائج المهدور في التصميم، ذلك وأنّه يسمحُ بتبادلِ المعلومات المباشر بين كل مِن فريق التصميم وفريق التنفيذ وبِهذا فإنّهُ يُزيلُ أيّ حواجِز تحُولُ دون زياد الإنتاجي في قطاع الإنشاءات.

## الآي بي دي في التجربة العملية
تنفيذُ المشاريع التكاملي هو نظامُ تنفيذ يسعى لتوحيدِ الاهتمامات، الأهدافِ والممارسات، حتى في المشاريع الفردي، مِن خلالِ عملية مبنية على عملِ فريق كامل. أفرادُ الفريقِ الأساسيون يتضمنون المعماريين، المستشارين الفنيين، المقاول الرئيسي، والمقاولون الثانويون. نظامُ الآي بي دي هو العمليةُ حيثُ كلُّ المُحركاتِ في المشروع الإنشائي تعملُ كوحدة واحدة، لِخلقِ وقت أقل للتنفيذ، وتكاليف أقل، وتجنب للمنازعاتِ مما يخلُقُ بيئة عمل أكثر متعةً لكاملِ الفريق، بما يشملُ مالك المشروع.
تجمعُ هذهِ العمليةُ أفكارًا مِن ممارس العملِ الهندسي التكاملية، ومن أعمالِ الإنشاءاتِ المرن لحلِّ عدّة مشاكل في التنفيذِ الإنشائيِّ المعاصر ومن هذهِ المشاكل: الإنتاجيةُ المنخفضة، مُخلّفاتُ المشاريع، التّأخرُ في التنفيذ، سُوء جود العمل، والخلافاتُ التي تظهرُ أثناء فتر التنفيذ بين الأطرافِ المسؤول في المشروع ومنها المالك، الاستشاريّ، والمقاول.
الاستخدامُ المتنامي لنموذج معلوماتِ المباني أو ما يُعرفُ بمسمى (Building information modeling (BIM))في قطاع الإنشاءاتِ يقومُ بتسهيلِ تشاركِ المعلوماتِ بين الأطرافِ المُنفذة للمشروع وذلك بناءً على مبدأ الآي بي دي، وتعتبرُ نمذجةُ معلوماتِ المباني أداةً مُهمةً في زياد الإنتاجي خلال عملي التنفيذ.
على غرارِ طريق التصميم والبناء -أو ما يُطلقُ عليهِ في عالمِ العطاءاتِ والعقود (Design-build method)- والتي تضعُ المُقاول في الدورِ القيادي أو المسؤولِ الأول في المشروع، فإنّ طريقة الآي بي دي تُمثلُ عودةً إلى مبدأ «البنّاء الرئيسي» إذ يعملُ كاملُ فريقُ البناءِ بمن فيهم المالك، والاستشاري، والمقاول الرئيسي، ومهندسو البناء، والمُصنِّعون، والمقاولون الثانويون معًا خلال عملية تنفيذِ المشروع.
ملاحظة: تعاقدُ طلب العمل (Job order contracting (JOC هو شكلٌ مِن أشكالِ تنفيذِ المشروع التكاملي، يستهدفُ تحديدًا التصليح، التجديد، والأعمال الإنشائية الثانوية. وقد أثبتت هذه الطريقةُ فعاليّتها في تنفيذِ أكثر من 90% من المشاريع ضمن الزمنِ المحدد، الميزاني المحددة، وبرضى جميع أطرافِ المشروع والمسؤولين عن تنفيذه.
ملاحظة:هناك انتقادٌ مؤثرٌ حول طريقة الآي بي دي، وهو غيابُ ذِكرِ أو وجودِ أيّ جهود لإضاف عاملِ السلام في المشروع إلى هذهِ الطريق في التنفيذ. استبعادُ السلامة عند استخدامِ هذهِ الطريقة يُرجحُ التوصُّل إلى أداء ضعيف في السلامة العامة في المشاريع.

## الاتفاقات متعددة الأطراف
أحدُ الطرقِ الشائع لتحقيقِ أهداف الآي بي دي هيّ مِن خلالِ عقدِ اتفاق بين الأطرافِ المشاركة. في الاتفاقِ متعددِ الأطراف (Multi-party agreement (MPA))، يُنفّذ أطرافُ المشروع الأساسيون عقدًا واحدًا يحددون فيهِ أدوارهم، حقوقهم، التزاماتِهم وتكاليفهم. في الحقيقة، إنّ الاتفاق متعدد الجهاتِ يخلقُ منظومةً افتراضيةً مؤقتة، أو في بعضِ الحالاتِ منظومةً رسميةً، تستطيعُ استيعاب تنفيذِ المشروع. ولأنّ هناك عقدًا فرديًا يقومُ به كلُّ طرف مِن الأطراف، فإنّ كلّ طرف يفهمُ واجباتِه وعلاقتهُ مع الأطرافِ الأخرى.
أمّا الهياكلُ التعويضية (Compensation structures) وهي منظماتٌ تعتمدُ وضع حدود معينة للرواتب، فإنها غالبًا تعتمدُ طريقة الكتاب المفتوح (Open-book contracting) وهي أحدُ الطرقِ التعاقُديّة، ولذلك فإنّ اهتماماتِ ومشاركة كاف الأطرافِ متشابهةٌ إلى حد كبير. إنّ الاتفاقاتِ متعددة الأطرافِ تتطلبُ الثقة، في حينِ أنّ هياكل التعويضِ مربوطةٌ بنجاحِ المشروع ككل وبنجاحِ الأفراد، وهذا في نهاي الأمر يعتمدُ على التشاركِ من أعضاءِ الفريقِ جميعًا. ولكي تكون طريقةُ الإم بي آي ناجحةً، على جميع الأطرافِ الالتزام بالعملِ كفريق واحد لتحقيق الأهداف المرجوة.
بعضُ الأشكال الشائعة للاتفاقاتِ متعددة الأطرافِ تتضمن:
- التحالفات (Project alliances)، وتُبنى على أساسِ ضمانِ التكاليفِ المُباشر للأطرافِ الأخرى، بالنسِّبة للمالك، في حينِ أنّ الأرباح، التكاليف التشغيلية، والعلاوات تعتمدُ على مُخرجاتِ المشروع.
- وحدة الهدف الواحد (Single-purpose entity)، وهي طريقةٌ مؤقتة، ولكنها هيكليةٌ رسميةٌ وقانونيةٌ لتنفيذِ مشروع معين.
- العقود الارتباطية (Relational contracts)، وهي طريقةٌ شبيهةٌ بالتحالفاتِ مِن حيث أنّها منظومةٌ افتراضيةٌ مكونةٌ مِن أفراد، ولكنّها تختلفُ في تعاملها مع التعويضات، ومشاركة الأخطار، وصنع القرار.

## دور التكنولوجيا في الآي بي دي
تبني نظامِ الآي بي دي كمعيار للعملِ التشاركيّ الجيّد في المشاريع الإنشائي يملكُ أيضًا مشاكلهُ الخاصّة. بما أنّ أغلب المشاريع الإنشائي تتضمنُ مسؤولين منفصلين -مكانيًا أو زمانيًا- عن المشروع، فإنّ حلول التكنولوجيا التقليدية لا تُساعدُ كثيرًا في عمل تشاركي فعّال. مشاركةُ الملفاتِ من خلال الشبكات التكنولوجية، ومرفقاتُ الرسائلِ الإلكتروني كبير الحجم، والقدرةُ على عرضِ جميع أنواع الملفاتِ دون البرامجِ الأصلية، جميعها تجعلُ تبني نظام الآي بي دي صعبًا.
الحاجةُ لتخطي التحدياتِ التكنولوجية التي تواجهُ العمل التشاركي في هذا النظام كانت أحد المحفزاتِ لنموِ أنظم التكنولوجيا المتصلة بالإنترنت في العمل الإنشائي.
منذُ عام 2000، جيلٌ جديدٌ مِن شركات التكنولوجيا تطورت باستخدام «ساس» (Software as a service (SaaS))-وهو نظام مبنيٌ على شبكة تواصل عبر الإنترنت تتيحُ تشارك الملفات بين جهات متعددة، لتشغيلِ هذا النظام بطريقة أسلس وأكثر فعاليّة.
هذا النظامُ التكنولوجي يُنظِمُ تيار توثيقِ المُستنداتِ، التواصل، وسير العمل وهذا ما يضمنُ أنّ الجميع يعملون مِن ذاتِ قاعد العمل. البرامجُ التكنولوجية تُساعدُ المستخدمين مِن مواقع مختلفة في الحفاظ على الاتصالات، الوثائق والمخططات، النماذج والبيانات، مع أنواع أخرى مِن الملفاتِ الإلكترونية، جميعُها في مكان واحد.